# Lubiatowo (województwo pomorskie)
Lubiatowo (kaszb. Lëbiatowò) – wieś w północnej Polsce, położona w województwie pomorskim, w powiecie wejherowskim, w gminie Choczewo, na obszarze Pobrzeża Kaszubskiego, w odległości około 2,5 km od linii brzegowej Bałtyku. Wieś jest częścią składową sołectwa Kopalino.
Dawniej typowa osada rolnicza, dzisiaj miejscowość spełnia rolę letniska. Znajduje się tu pole namiotowe i caravaningowe. Turyści mogą również zamieszkać w gospodarstwach agroturystycznych i domkach letniskowych.
Lubiatowo znajduje się w całości w Nadmorskim Obszarze Chronionego Krajobrazu. Przez miejscowość przepływa struga Lubiatówka, która uchodzi do Bałtyku.
Lubiatowo jest siedzibą Obwodu Ochrony Wybrzeża Urzędu Morskiego w Gdyni.

## Integralne części wsi
| SIMC    | Nazwa        | Rodzaj    |
| ------- | ------------ | --------- |
| 0160376 | Szklana Huta | część wsi |

## Historia Lubiatowa
- 1437 – Lubiatowo było osadą rycerską na prawie polskim.
- 1497 – Maciej i Hans otrzymali osadę Lubiatowo nadaną im przez księcia Bogusława (potwierdzenie nadania miało miejsce w latach 1535 i 1569, rodzina Lubiatowskich osadzona tu była do 1811 roku).
- Od 1811 do 1820 roku Lubiatowo stało się własnością rodziny Treichel. Gustaw Treichel mieszkał w Kopalinie, które w 1846 roku oddzielone zostało od Lubiatowa, jego siostra Adolfina i jej mąż Albert Krammer zachowali majątek lubiatowski. Za ich bytności został wzniesiony dwór, i nowy budynek gospodarczy.
- W 1892 roku zmarł Albert Krammer, jego druga żona Maria sprzedała w 1912 roku majątek Pomorskiemu Towarzystwu Ziemskiemu z przeznaczeniem na parcelację, a folwark o obszarze 184 ha zakupił Hoffman z Brzeźna Lęborskiego – sprzedawca nieruchomości.
- Od 1918 do 1945 roku właścicielem był German Ulrich.
- W latach 1975–1998 miejscowość administracyjnie należała do województwa gdańskiego.

W 1948 r. wprowadzono urzędowo nazwę Lubiatowo. Poprzednią niemiecką nazwę było Lübtow.

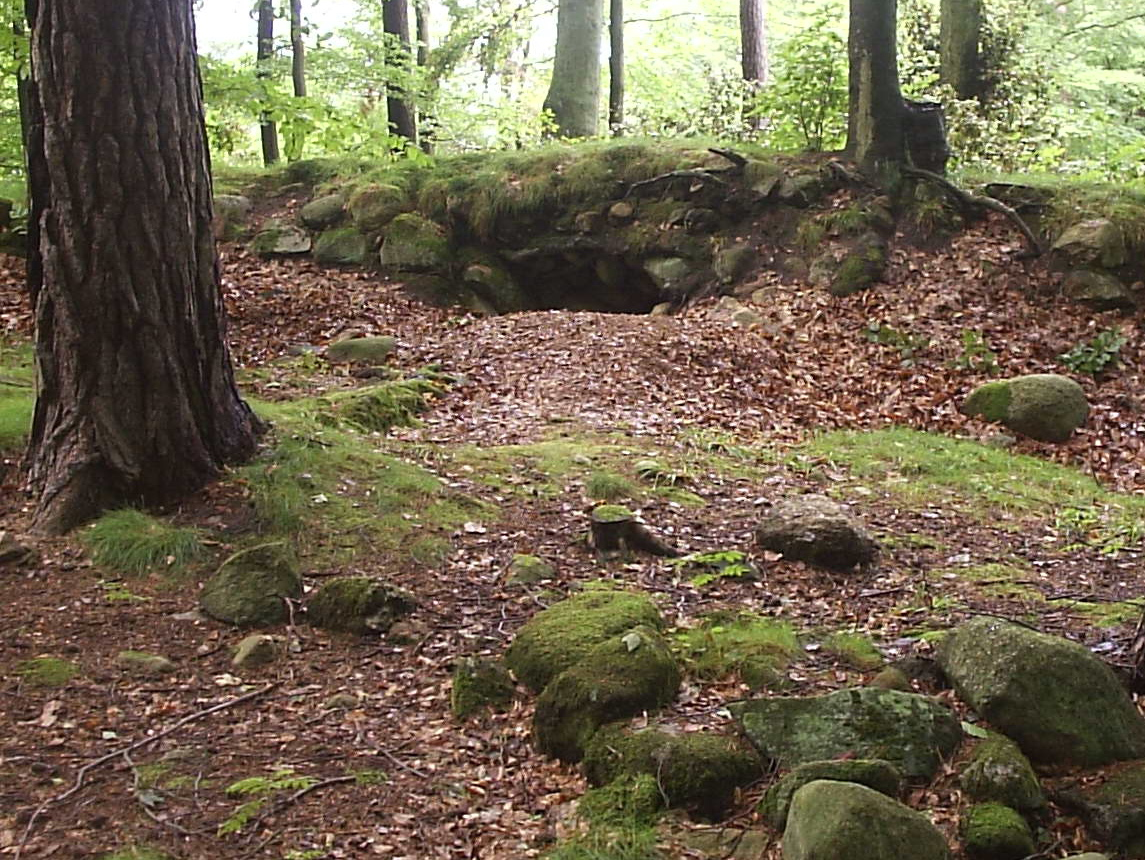
Kurhan w lesie koło Szklanej Huty

## Atrakcje turystyczne
- zespół dworsko-folwarczny, obejmujący dwór i dwa budynki gospodarcze z końca XIX wieku oraz park.
- rowerowe i piesze szlaki turystyczne, w tym Ścieżka Przyrodniczo-Leśna „Szklana Huta”.
- dawny cmentarz ewangelicki.
- kurhany w pobliżu Leśniczówki „Szklana Huta”.
- pomniki przyrody w parku urzędu morskiego: 4 drzewa cisu pospolitego i 5 pnączy bluszczu pospolitego na jesionach wyniosłych[11].

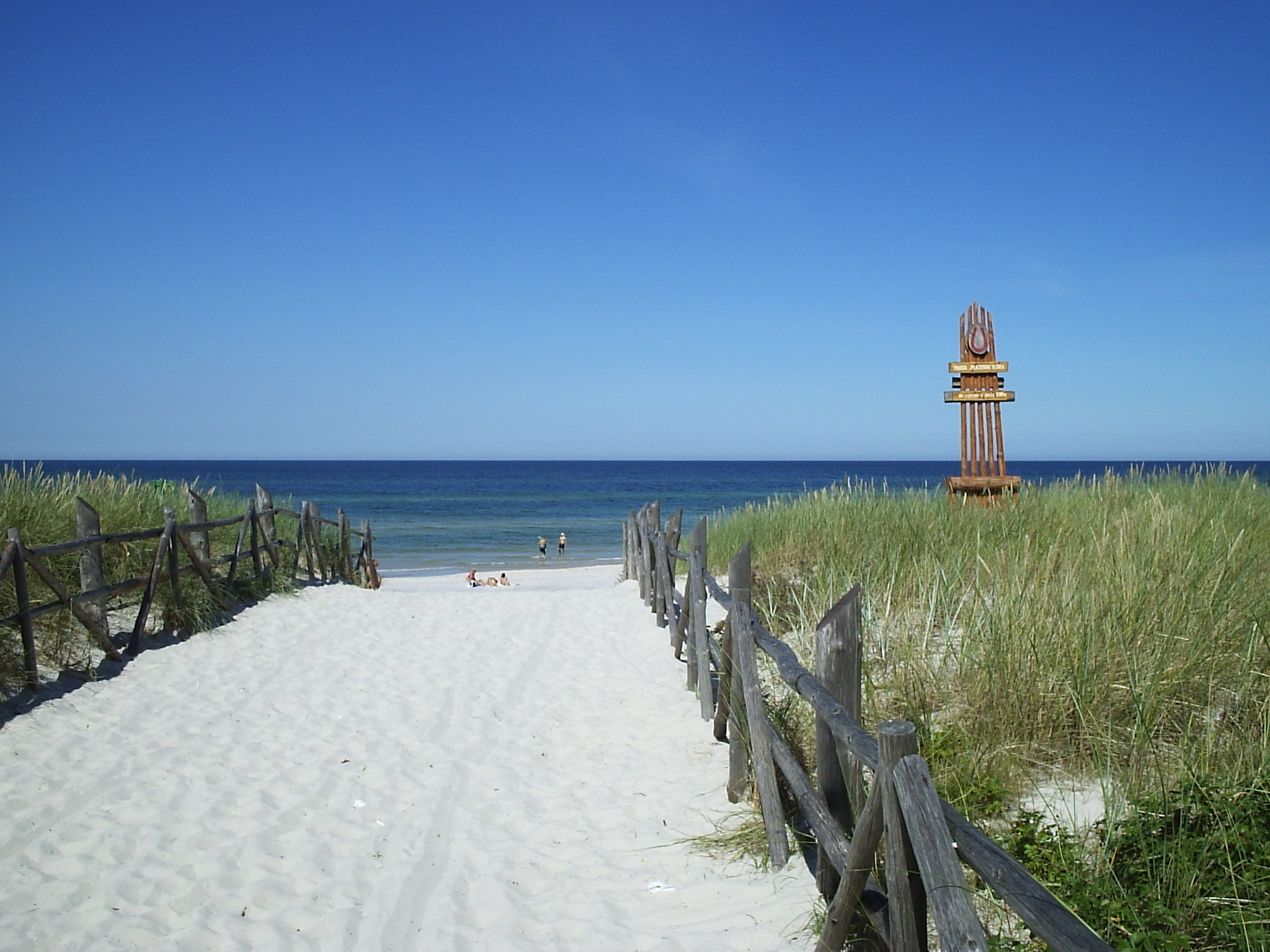
Brzeg morski koło Lubiatowa

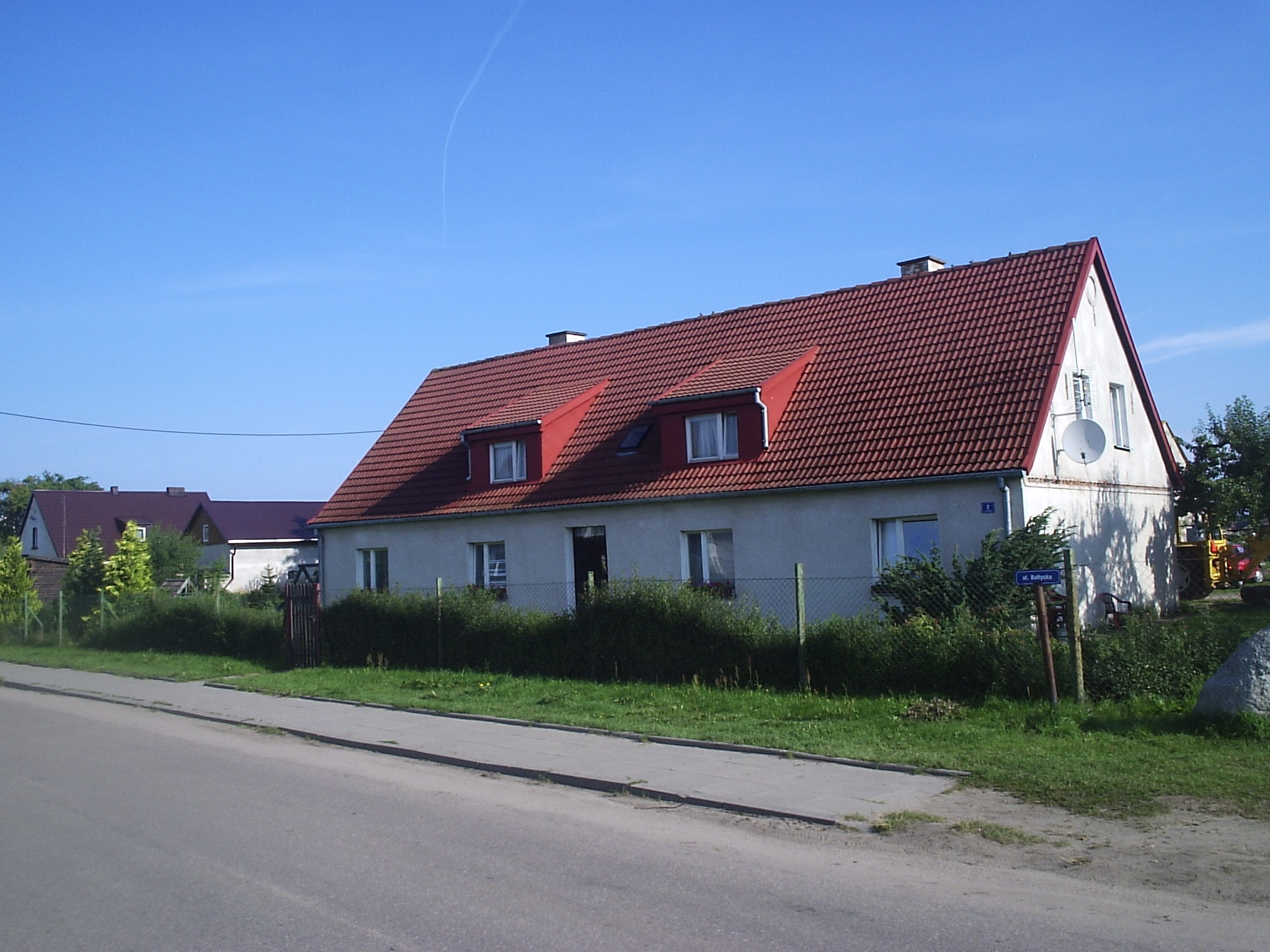
Gospodarstwo agroturystyczne

- wydma ruchoma[12].

## Budowa elektrowni jądrowej
W 2012 rząd przedstawił Lubiatowo jako jedną, obok Żarnowca i Gąsek, z możliwych lokalizacji elektrowni jądrowej w Polsce. W Lubiatowie powstał Komitet Obywatelski „Nie dla atomu w Lubiatowie”, który zrzesza mieszkańców gminy Choczewo, którzy nie zgadzają się na lokalizację elektrowni jądrowej w odległości mniejszej niż 15 km od zabudowań mieszkalnych w Lubiatowie oraz w obszarze krajobrazu chronionego. W 2021 lokalizacja w Lubiatowie została ustalona jako ostateczna.